# Посёлок Крупской (Новосибирская область)
Кру́пской — посёлок в Новосибирском районе Новосибирской области. Входит в состав Верх-Тулинского сельсовета

## География
Площадь посёлка — 66 гектаров.

## Население
| 2002 | 2007 | 2010 |
| ---- | ---- | ---- |
| 513  | ↗547 | ↗586 |

## Инфраструктура
В посёлке по данным на 2007 год функционируют одно учреждение здравоохранения и одно учреждение образования.